# Coo
Este artículo se refiere a la mitología chilota. Para el pueblo de Cantabria, véase Coo (Los Corrales de Buelna).
El Coo es una criatura nocturna perteneciente a la mitología chilota. Esta palabra también sería usada para referirse al Concón de Chiloé; por lo que lo más probable es que esta leyenda se inspiró en este animal verdadero.

## Descripción
El Coo tendría el aspecto de una lechuza de grandes ojos redondos muy brillantes, y un plumaje de un color pardusco; muy similar en tamaño y formas al Concón de Chiloé. 
El Coo es frecuentemente confundido con otra ave mitológica  llamada Raiquén; producto de atribuírseles funciones muy similares dentro de la mitología de la brujería en Chiloé.

## Leyenda
La leyenda cuenta que el Coo, al igual que el Raiquén, Mandao, o el Deñ, son aves relacionadas estrechamente con los Brujos de Chiloé. Entre estas aves, el Coo junto al Raiquén serían las formas sobrenaturales más frecuentes en la que se transformaría el brujo. Igualmente se dice que el brujo podría tomar a unas de estas aves (posiblemente un común Concón), para que ella actúe a su servicio como la temida ave Coo. 
Producto de ello se dice que el Coo (o un brujo trasformado en esta ave) cumpliría la función de realizar males o indicar y dar personalmente la muerte de una persona; por lo que en Chiloé, se le considerada un ave de mal agüero.
Así, el Coo sería usado en múltiples funciones como es el poder dañar a otros; acción que realizaría en la noche luego de que el brujo haya realizado unos conjuros malignos para hacer dormir a su víctima, con el objeto de penetrar en la vivienda de la víctima. 
Una vez ya adentro, a la víctima le provocaría incisiones (heridas con cortes) en la espalda, brazos o piernas mediante las filosas garras del Coo. También podría laucar (arrancarle de raíz el pelo), con el solo objeto de hacerle mal a su víctima, o para usar esos cabellos para la confección de mágicos polvos con los que el brujo tiraría (causaría) enfermedades, en las que muchas de ellas terminarían en una fatal y próxima muerte del enfermo convaleciente; muerte que sería avisada y consumada por el Coo u otras aves de mal agüero. 
En el caso de que el Coo anucie y de la muerte, y en este caso no sea el brujo trásformado, algunas versiones dicen que este Coo estaría acompañado por otra mágica ave llamada Tog tog; que sería un brujo trásformado en un pájaro imaginario que acompaña al Coo cuando éste sale a dar muerte a alguien. Esta acción se realizaría cuando hay tempestuosas noches, en el que el Coo se podría dirigir sin problemas hacia la casa de infortunado; realizando vuelos verticales u oblicuos que indicarían su terrible trabajo. Una vez ya acerca a la ventana, usaría sus ojos movedizos y chispeantes como una débil luz de una vela y agitaría sus alas para golpear con ellas los vidrios; acciones realizadas a través de intervalos, para así atraer la atención de su ya enferma víctima que yace postrado en su humilde lecho, y/o la de sus familiares, que aterrados ya saben que esa siniestra figura viene a anunciar y consumar el dictamen de la brujería.